# تسوکاسا اوزاوا
تسوکاسا اوزاوا (انگلیسی: Tsukasa Ozawa؛ زادهٔ ۸ مهٔ ۱۹۸۸) بازیکن فوتبال اهل ژاپن است.